# Список экзопланет в созвездии Щита
Список экзопланет в созвездии Щита содержит 5 экзопланет в 4 разных планетных системах, находящихся в соответствующем созвездии. Перечислены только подтверждённые экзопланеты, не являющиеся коричневым карликом.
Учёные постоянно совершают открытия, поэтому список может быть неполон.
Оценить зону обитаемости можно на основе светимости звезды.
| Система    | # | Удалённость св. лет | Светимость L⊙ | Большая полуось а. e. | Эксцентриситет | Период обращения сут | Масса MJ       | Пр.    |
| ---------- | - | ------------------- | ------------- | --------------------- | -------------- | -------------------- | -------------- | ------ |
| BD-13 5069 | b | 55                  |               | 0,05                  | 0,58           | 5,1                  | >0,034 ± 0,003 | EPEDR2 |
| Глизе 717  | b | 89                  | 0,131         | 2,36 ± 0,04           | 0,05           | 1634 ± 13            | >0,65 ± 0,05   | EPEDR2 |
| Глизе 717  | c | 89                  | 0,131         | 0,3 ± 0,01            | 0,4            | 74,2 ± 0,06          | >0,049 ± 0,009 | EPEDR2 |
| COROT-16   | b | 2508                | 0,367         | 0,06                  | 0,37           | 5,35                 | 0,529 ± 0,098  | EPEDR2 |
| COROT-17   | b | 3847                | 1,362         | 0,05                  |                | 3,77                 | 2,41 ± 0,27    | EPEDR2 |